# Eine Welt zu Füßen
Eine Welt zu Füßen (Originaltitel The Foxes of Harrow) ist ein US-amerikanisches Filmdrama aus dem Jahre 1947 von John M. Stahl. Die Hauptrollen spielen Rex Harrison und Maureen O’Hara. Der Film basiert auf dem Roman The Foxes of Harrow (1946) von Frank Yerby.

## Handlung
Irland im Jahre 1795. Der Herr des Hauses Harrow fordert von seinen Dienern Sean und Sara Fox, das uneheliche Baby seiner Tochter aufzuziehen. Das Ehepaar Fox wird dafür gut entlohnt, und obwohl der Master of Harrow Sean ermahnt, den Jungen zu einem bescheidenen Mann zu erziehen, bittet Sara ihren Gatten, dem Jungen genug Kraft mit auf den Weg zu geben, Irland eines Tages zu verlassen. 1827, das Baby ist zu einem erwachsenen Mann namens Stephen gereift. Der junge Mann hat Irland tatsächlich verlassen und lebt nun in den Vereinigten Staaten, einer jungen Nation, in die es zahlreiche hoffnungslose Iren gezogen hat. Der charismatische Stephen hat sich ganz dem Glücksspiel verschrieben. Sein gutes Aussehen fasziniert auch Odalie D’Arceneaux, eine aristokratische Kreolin. Sie ist jedoch von der Tatsache geschockt, dass Stephen während einer Dampferfahrt auf dem Mississippi des Falschspiels bezichtigt, kurzerhand vom Boot geworfen und auf einer Sandbank ausgesetzt wird. Stephen findet bei dem übermütigen Captain Mike Farrell eine Mitfahrgelegenheit, die ihn bis nach New Orleans bringt. Dort freundet er sich mit Andre LeBlanc an, einem Kreolen der Oberschicht, der ihm von einem Wohltätigkeitsball erzählt, der von Odalie, ihrer Schwester Aurore und ihrem Vater, dem Vicomte D’Arceneaux, veranstaltet wird. Wieder ist Odalie von Stephen beeindruckt, als dieser großzügig 1000 Dollar für ihre Wohltätigkeitsorganisation spendet. Dennoch verweigert sie Stephen einen Tanz, woraufhin dieser sich Aurore zuwendet und mit ihr über das Parkett gleitet. 
Später bringt Andre Stephen nach La Bourse de Maspero, einer Mischung aus Sklavenmarkt, Börse, Spielhalle und Restaurant. Stephen schließt sich einem Black-Jack-Spiel unter der Leitung von Otto Ludenbach an, einem deutsch-amerikanischen Ganoven, der einst seine Familie und Sklaven verhungern ließ, um seine feudale Plantage zu erwerben. Stephen luchst Ludenbach im Glücksspiel diese Plantage ab und fordert diesen anschließend zu einem Duell heraus, als er eine beleidigende Bemerkung über Odalie abgibt. Ludenbach schießt zu früh und verletzt dadurch den unaufmerksamen Stephen, der aber zurückschießt und Ludenbach tötet. Als Odalie von dem Duell erfährt, ist die stolze Southern Belle wütend darüber, dass Stephen seinen Namen mit dem ihren in Zusammenhang gebracht hat. Ihr Zorn verfliegt jedoch, als sie erfährt, dass Stephen Ludenbachs Witwe Geld gegeben hat, damit sie ein neues Leben beginnen könne. Bald arbeitet Stephen hart, um die Plantage, die er in „Harrow“ umbenennt, auf Vordermann zu bringen. Nebenbei kann er ein Finanzimperium auf die Beine stellen. Odalie geht derweil für ein Jahr nach Paris. Als sie zurückkehrt, lädt er die attraktive, temperamentvolle Frau mitsamt ihrer Familie zur Neueröffnung von „Harrow“ ein. Während der Feier macht sich Odalie Sorgen über Stephens allgemeine Besessenheit, die ihn in vielen Dingen, die er tut, antreibt. Doch als er von seiner Herkunft und der bescheidenen Kindheit in Irland spricht und Odalie erklärt, dass er all dies nur für sie getan habe, um ihr eine Welt zu Füßen zu legen, ist Odalie gerührt. Sie geht zu ihrem Vater und erzählt ihm, dass sie Stephen heiraten werde. In ihrer Hochzeitsnacht werden Stephen und Odalie beim Vorspiel von den guten Wünschen einer lärmenden Gruppe unter der Leitung des stets bramarbasierenden Captain Farrell unterbrochen. Während Odalie mit Stephen ihre Liebesnacht ungestört verbringen möchte, ist ihr Gatte von der Idee fasziniert, mit seinen Kumpels auf eine Sauftour zu gehen. Odalie bleibt fassungslos zurück. Als ihr Gatte zurückkehrt, findet er die Schlafzimmertür verschlossen vor. Odalie lässt ihn nicht mehr hinein, woraufhin der angetrunkene Mann die Tür aufbricht.
Angesichts dieses stürmischen und gewaltsamen Beginns ihrer beider Ehe erklärt Odalie, dass sie Stephens Schmuck tragen und an seiner Seite am Tisch sitzen werde, aber auch nicht mehr. Stephens Stolz hindert ihn daran, Odalie für seine letztnächtliche Verfehlung um Verzeihung zu bitten. Stattdessen verfällt er in seine alten Verhaltensmuster und fängt wieder mit dem Kartenspiel an. Er verliert viel Geld, beginnt stark zu trinken und stürzt sich daraufhin noch mehr in die Arbeit. Als Stephen eines Nachts nach Hause kommt, muss er mit ansehen, wie Odalie einer von Sklaven abgehaltenen Voodoo-Zeremonie beiwohnt, die eine störungsfreie Geburt von Odalies Kind absichern soll. Stephen wusste bis dahin nicht, dass seine Frau schwanger ist. Er ist überglücklich, wird aber von Odalie kalt abgewiesen. Als Odalie kurz vor der Geburt steht, kommt der Sklave Achille zu Stephen mit der Nachricht, dass seine Frau, genannt La Belle Sauvage, die vor kurzem aus Afrika eingetroffen ist, ebenfalls einen Sohn zur Welt gebracht habe. Stephen möchte, dass der Junge der persönliche Begleiter seines Sohnes wird. Die stolze Belle aber ist dagegen und behauptet, dass ihr Sohn ein Prinz und keinesfalls ein Sklave sei. Sie versucht, ihr Baby zu ertränken, um ihm ein Leben in weißer Knechtschaft zu ersparen. Stephen und Achille retten das Baby, dafür ertrinkt Belle im Fluss. Wieder zurück in der Plantagenvilla, bewundern Stephen und Odalie ihren neuen Sohn Etienne. Stephen ist wütend darüber, als der Arzt ihm mitteilt, dass der Junge aufgrund eines verdrehten Fußes körperbehindert bleiben werde. 
Die Jahre vergehen. Stephen tut alles, um sein und Odalies Kind finanziell abzusichern. Odalie ist wenig erfreut darüber, dass ihr Gatte dem Jungen Fechten und Springreiten beibringt. Eines Nachts streitet das Ehepaar heftig über die unterschiedlichen Erziehungsauffassungen. Als die beiden dabei von ihrem Sohn belauscht werden, stürzt dieser aufgrund einer kleinen Unachtsamkeit die Treppe hinunter und fällt sehr unglücklich in die Tiefe. Etienne stirbt noch in derselben Nacht. Stephen ist fast wahnsinnig vor Schmerz und schreit die versammelten Sklaven an. Er erklärt öffentlich, dass für ihn hiermit ganz „Harrow“ gestorben sei. Die Jahre vergehen, und eine schwere Wirtschaftskrise mit nachfolgender Streikwelle zerstört Stephens finanzielles Polster. Er ist nahezu bankrott. Fest entschlossen, „Harrow“ zu retten, beschließt Odalie, die kostbaren Möbel und ihre Juwelen zu veräußern. Stephen hat sich zu seiner Geliebten Desiree, einem Halbblut, davon gemacht. Hier konfrontiert ihn Odalie mit ihrem Wunsch, ein weiteres Kind mit ihm haben zu wollen. Doch anders als seine starke Frau hat Stephen aufgegeben; Odalies Wunsch, „Harrow“ mit allen Mitteln zu halten, trifft bei ihm auf keine Reaktion. Odalie kehrt auf die Plantage zurück und muss feststellen, dass der Verkauf der Einrichtung und des Schmucks für ihren Rettungsplan nicht ausreichen. Jetzt kann nur noch die sofortige Ernte und der Verkauf des plantageneigenen Zuckerrohrs die dramatische Situation retten. Als sich dann auch noch ein Sturm nähert, verstecken sich die Sklaven auf den Feldern und hören den Voodoo-Trommeln zu, die verkünden, dass Stephen tot sei. Odalie versucht, die Sklaven dazu zu überreden, ihre Arbeit auf den Feldern wieder aufzunehmen, hat aber damit keinen Erfolg. Niedergeschlagen kehrt sie auf das Plantagenanwesen zurück und sieht dort ihren heimgekehrten Gatten. Der hat seine letzte Kraft zusammengerafft und gegenüber den Arbeitern sein Organisationstalent unter Beweis gestellt. Nachdem der Sturm vorbei ist und die Ernte eingefahren wurde, findet Odalie Stephen trauernd an Etiennes Grab. Sie umarmt ihn, als er erklärt, dass zumindest der Boden, in dem Etienne beerdigt liegt, immer sein bleibt.

## Produktionsnotizen
Eine Welt zu Füßen entstand innerhalb von drei Monaten zwischen Mitte April und dem 18. Juli 1947 im nordkalifornischen Sherwood Forest (Außendrehs) und wurde am 24. September 1947 uraufgeführt. Die deutsche Premiere fand am 7. September 1951 statt. Ursprünglich sollte Gregory Peck den Stephen Fox spielen.
Lyle R. Wheeler und Maurice Ransford (Bauten) sowie Thomas Little und Paul S. Fox (Ausstattung) erhielten 1948 für die besten Filmbauten und Ausstattung in einem Schwarzweißfilm eine Oscar-Nominierung. 
Centfox-Produktionschef Darryl F. Zanuck fungierte hier als Herstellungsleiter. René Hubert und Charles Le Maire zeichneten für die umfangreichen historischen Kostüme des 19. Jahrhunderts verantwortlich. Ben Nye war Maskenbildner. Alfred Newman übernahm die musikalische Leitung. Die Spezialeffekte stammen von Fred Sersen.
Diese Produktion kostete etwa 2,75 Millionen $ und spülte allein in den USA etwa 3,15 Millionen $ in die Kinokassen.

## Hintergründe und Wissenswertes
Der Yerby-Roman The Foxes of Harrow hatte sich 1946 als Bestseller erwiesen, woraufhin Zanuck sich augenblicklich die Filmrechte sicherte und dafür 150.000 $ bezahlte. Der farbige Vorlagenautor, der mit seinem Buch auch den Rassenkonflikt in den USA anschnitt, bestand darauf, dass, wie er dem Magazin Ebony in einem Interview verriet, seine schwarzen Charaktere nicht wie die Hollywood-typischen Negersklaven-Stereotypen (etwa in Vom Winde verweht) angelegt werden dürften, sondern dass ihre Menschlichkeit bewahrt werden müsse. Allerdings versuchte das Filmstudio Yerbys Forderung dahingehend aufzuweichen, indem beispielsweise Harrisons gemischtrassige Geliebte Desiree von einer Weißen, der Engländerin Patricia Medina, gespielt wurde.

## Kritiken
Bosley Crowther urteilte scharf in der New York Times nach der Premiere: „‚Fettleibig‘ ist das Wort, das ein Rezensent für diese Zeitung benutzte, um Frank Yerbys ‚The Foxes of Harrow‘ in seiner originalen Romanform zu beschreiben. Dieser Herr war überaus höflich – da der Film sogar nur ein Schatten des Buches ist. Denn obwohl es diesem geschwollenen Film … einiger dickbäuchigeren Abschnitte des Buches offenbar ermangelt, manifestiert er sich immer noch als Überstopfung mit den dicksten, romantischen Klischees. (…) Bezeichnen Sie uns als unhöflich, wenn Sie wollen. Aber wie sonst soll man einen zweistündigen Kostümfilm beschreiben, in dem ein schneidiger Abtrünniger eine New Orleanser Schönheit umwirbt und gewinnt, sich in ihrer Hochzeitsnacht mit ihr streitet und nicht wieder in ihre Bettkammer tritt, bis ihr kleiner Sohn getötet wird und das Paar finanziell ruiniert ist? (…) Wir haben einen starken Verdacht, dass Herr Yerby viel Zeit damit verbracht hat, ‚Anthony Adverse‘ und natürlich ‚Gone With the Wind‘ zu lesen. Und wir vermuten auch eine ähnliche Aufmerksamkeit seitens Twentieth Century-Fox. (…) Aber leider findet sich in dieser gesellschaftlich und historisch vakuumverpackten Leinwandscharade nichts von der Substanz oder Pracht dieser früheren Arbeiten. Das Drehbuch ist einfältig, der Dialog pompös, die Drehorte auffällig unecht und die Auftritte – auch die der guten Schauspieler – sind irritierend gestelzt. Rex Harrison spielt den Top-Fox mit einer düsteren und etwas reizbaren Stimmung, die leicht sardonisch und faszinierend ist, aber nichts verrät. Und Maureen O’Hara spielt die Dame an seiner Seite so, indem sie ihre schöne Fassade präsentiert, von der von hinten ihre sanfte Stimme auftaucht, stolz und klagend – und das ist alles.“
Der Movie & Video Guide nannte den Film eine „verschwenderische aber schwerfällige Geschichte“ und konstatierte: „Ziemlich abgestanden trotz all des Aufwands.“
Im Lexikon des Internationalen Films heißt es, dies sei: „Die Verfilmung eines historischen Gesellschaftsromans von ansehnlichem Unterhaltungswert, die erhebliche Anleihen bei ‚Vom Winde verweht‘ macht.“
Halliwell’s Film Guide merkte an, der Film sei eine „annehmbare aber ziemlich flache Adaption eines Bestsellers“ und dekretierte schließlich: „Blamiert sich aufgrund einer grundlegenden Fehlbesetzung.“